# Saison 1983-1984 du FC Nantes
Dernière mise à jour : 12 octobre 2014.
Chronologie
Saison précédente Saison suivante
La saison 1983-1984 du FC Nantes est la 41e saison de l'histoire du club nantais. Le club est engagé dans trois compétitions : la Division 1 (21e participation), la Coupe de France (41e participation) et la Coupe des Clubs Champions (6e participation).

## Effectif et encadrement

### Transferts
| Nom                  | Nationalité | Poste     | Modalités | Provenance/Destination   | Division                |
| -------------------- | ----------- | --------- | --------- | ------------------------ | ----------------------- |
| Arrivées             |             |           |           |                          |                         |
| Patrick Delanoë      | France      | Défenseur |           | FC Nantes rés.           | Division 3 - Ouest (D3) |
| Krzysztof Frankowski | Pologne     | Défenseur |           | FKS ZPL Stal Mielec      | Ekstraklasa (D1)        |
| Jean-Michel Labejof  | France      | Milieu    |           | FC Nantes rés.           | Division 3 - Ouest (D3) |
| Gérard Buscher       | France      | Attaquant |           | OGC Nice                 | Division 2 - B (D2)     |
| Michel Furic         | France      | Attaquant |           | FC Nantes rés.           | Division 3 - Ouest (D3) |
| Patrice Lecornu      | France      | Attaquant |           | Retour de blessure grave |                         |
| Christophe Robert    | France      | Attaquant |           | FC Nantes rés.           | Division 3 - Ouest (D3) |
| Départs              |             |           |           |                          |                         |
| Thierry Tusseau      | France      | Défenseur |           | FC Girondins de Bordeaux | Division 1 (D1)         |
| Henrik Agerbeck      | Danemark    | Attaquant |           | FC Sochaux-Montbéliard   | Division 1 (D1)         |

## Compétitions

### Division 1
| Date                       | Journée | Adversaire               | Lieu | Score | Buteurs du FC Nantes                                | Class. | Affluence |
| -------------------------- | ------- | ------------------------ | ---- | ----- | --------------------------------------------------- | ------ | --------- |
| Mercredi 20 juillet 1983   | J01     | AS Monaco FC             | Dom. | 0 - 0 | -                                                   |        | 16.941    |
| Mercredi 27 juillet 1983   | J02     | AJ Auxerre               | Ext. | 0 - 1 | -                                                   |        | 8.046     |
| Mercredi 3 août 1983       | J03     | Paris Saint-Germain FC   | Dom. | 3 - 1 | Pilorget 2e (csc), Poullain 24e, J. Touré 59e       |        | 22.888    |
| Mercredi 10 août 1983      | J04     | AS Nancy-Lorraine        | Ext. | 1 - 0 | Halilhodžić 37e                                     |        | 12.269    |
| Mercredi 17 août 1983      | J05     | Stade rennais FC         | Dom. | 3 - 1 | J. Touré 31e, O. Muller 75e, Buscher 80e            |        | 24.026    |
| Samedi 20 août 1983        | J06     | Lille OSC                | Ext. | 0 - 2 | -                                                   |        | 11.071    |
| Mercredi 31 août 1983      | J07     | Nîmes Olympique          | Dom. | 4 - 0 | Amisse 19e, Buscher 31e, Furic 65e, Bossis 71e      |        | 13.087    |
| Samedi 10 septembre 1983   | J08     | FC Sochaux-Montbéliard   | Ext. | 1 - 0 | Halilhodžić 32e                                     |        | 9.000     |
| Samedi 17 septembre 1983   | J09     | SEC Bastia               | Dom. | 1 - 0 | Halilhodžić 60e                                     |        | 11.210    |
| Mercredi 21 septembre 1983 | J10     | FC Girondins de Bordeaux | Ext. | 0 - 1 | -                                                   |        | 21.817    |
| Samedi 24 septembre 1983   | J11     | RC Strasbourg            | Dom. | 1 - 1 | Halilhodžić 63e                                     |        | 9.738     |
| Samedi 1er octobre 1983    | J12     | Toulouse FC              | Ext. | 1 - 3 | Amisse 72e                                          |        | 19.592    |
| Samedi 8 octobre 1983      | J13     | FC Rouen                 | Dom. | 3 - 0 | Halilhodžić 8e 44e, Bossis 39e                      |        | 8.912     |
| Vendredi 14 octobre 1983   | J14     | RC Lens                  | Dom. | 0 - 0 | -                                                   |        | 13.152    |
| Samedi 22 octobre 1983     | J15     | Stade lavallois          | Ext. | 1 - 0 | Baronchelli 69e                                     |        | 9.893     |
| Samedi 29 octobre 1983     | J16     | SC Toulon                | Dom. | 1 - 0 | Halilhodžić 65e                                     |        | 10.139    |
| Samedi 5 novembre 1983     | J17     | Brest Armorique FC       | Ext. | 1 - 0 | Baronchelli 66e                                     |        | 11.271    |
| Mercredi 16 novembre 1983  | J18     | FC Metz                  | Dom. | 2 - 1 | O. Muller 44e, Bossis 55e                           |        | 8.072     |
| Samedi 19 novembre 1983    | J19     | AS Saint-Étienne         | Ext. | 0 - 0 | -                                                   |        | 9.068     |
| Samedi 26 novembre 1983    | J20     | AJ Auxerre               | Dom. | 1 - 2 | Bibard 14e                                          |        | 11.766    |
| Samedi 3 décembre 1983     | J21     | Paris Saint-Germain FC   | Ext. | 0 - 0 | -                                                   |        | 33.185    |
| Samedi 10 décembre 1983    | J22     | AS Nancy-Lorraine        | Dom. | 2 - 1 | Halilhodžić 28e, Bibard 56e                         |        | 7.992     |
| Samedi 17 décembre 1983    | J23     | Stade rennais FC         | Ext. | 2 - 1 | Poullain 50e, Robert 78e                            |        | 22.086    |
| Samedi 14 janvier 1984     | J24     | Lille OSC                | Dom. | 2 - 1 | J. Touré 22e 53e                                    |        | 8.728     |
| Samedi 21 janvier 1984     | J25     | Nîmes Olympique          | Ext. | 0 - 1 | -                                                   |        | 4.177     |
| Samedi 4 février 1984      | J26     | FC Sochaux-Montbéliard   | Dom. | 1 - 1 | J. Touré 85e                                        |        | 9.972     |
| Samedi 11 février 1984     | J27     | SEC Bastia               | Ext. | 0 - 1 | -                                                   |        | 4.000     |
| Samedi 25 février 1984     | J28     | FC Girondins de Bordeaux | Dom. | 0 - 1 | -                                                   |        | 21.194    |
| Samedi 10 mars 1984        | J30     | Toulouse FC              | Dom. | 3 - 1 | Robert 56e, Amisse 65e, Baronchelli 78e             |        | 11.880    |
| Mercredi 14 mars 1984      | J31     | FC Rouen                 | Ext. | 0 - 2 | -                                                   |        | 13.735    |
| Samedi 24 mars 1984        | J32     | RC Lens                  | Ext. | 2 - 2 | Halilhodžić 61e 81e                                 |        | 15.000    |
| Samedi 31 mars 1984        | J33     | Stade lavallois          | Dom. | 3 - 1 | Halilhodžić 20e 70e, Robert 28e                     |        | 9.664     |
| Samedi 7 avril 1984        | J34     | SC Toulon                | Ext. | 1 - 1 | Morice 14e                                          |        | 12.052    |
| Samedi 14 avril 1984       | J35     | Brest Armorique FC       | Dom. | 4 - 0 | Ayache 6e, Baronchelli 33e, Robert 54e, Buscher 68e |        | 12.501    |
| Jeudi 19 avril 1984        | J36     | FC Metz                  | Ext. | 1 - 2 | Robert 53e                                          |        | 6.597     |
| Dimanche 22 avril 1984     | J29     | RC Strasbourg            | Ext. | 0 - 0 | -                                                   |        | 9.030     |
| Samedi 28 avril 1984       | J37     | AS Saint-Étienne         | Dom. | 1 - 0 | Halilhodžić 54e                                     |        | 15.621    |
| Mercredi 2 mai 1984        | J38     | AS Monaco FC             | Ext. | 0 - 3 | -                                                   |        | 5.285     |

### Coupe de France
| Date                     | Tour                     | Adversaire         | Niveau | Lieu   | Score | Buteurs du FCN                                                                           | Affluence |
| ------------------------ | ------------------------ | ------------------ | ------ | ------ | ----- | ---------------------------------------------------------------------------------------- | --------- |
| Samedi 28 janvier 1984   | 1/32e de finale          | SC Amiens          | (D3)   | Neutre | 3 - 1 | Amisse 56e 77e, Baronchelli 65e                                                          | 6.828     |
| Vendredi 17 février 1984 | 1/16e de finale - aller  | Stade rennais FC   | D1     | Ext.   | 2 - 0 | J. Touré 37e, Amisse 47e                                                                 | 23.000    |
| Mercredi 22 février 1984 | 1/16e de finale - retour | Stade rennais FC   | D1     | Dom.   | 7 - 0 | Amisse 21e, Halilhodžić 25e 50e (pen.), Robert 61e, J. Touré 71e (pen.) 75e, Buscher 82e | 9.000     |
| Samedi 17 mars 1984      | 1/8e de finale - aller   | Olympique lyonnais | (D2)   | Dom.   | 0 - 0 | -                                                                                        | 9.500     |
| Mercredi 21 mars 1984    | 1/8e de finale - retour  | Olympique lyonnais | (D2)   | Ext.   | 4 - 4 | Furic 25e, Robert 48e, Halilhodžić 51e 64e (pen.)                                        | 23.688    |
| Mercredi 4 avril 1984    | 1/4 de finale - aller    | FC Mulhouse 1893   | (D2)   | Ext.   | 2 - 0 | Halilhodžić 20e 25e                                                                      | 15.000    |
| Mercredi 11 avril 1984   | 1/4 de finale - retour   | FC Mulhouse 1893   | (D2)   | Dom.   | 2 - 3 | Amisse 44e 78e                                                                           | 16.430    |
| Mercredi 25 avril 1984   | 1/2 finale - aller       | FC Metz            | D1     | Dom.   | 2 - 1 | Halilhodžić 77e, Buscher 89e                                                             | 17.000    |
| Samedi 5 mai 1984        | 1/2 finale - retour      | FC Metz            | D1     | Ext.   | 0 - 1 | -                                                                                        | 22.039    |

### Coupe des Clubs Champions
| Date                       | Tour                     | TV | Adversaire      | Niveau          | Lieu | Score | Buteurs du FCN                                    | Affluence |
| -------------------------- | ------------------------ | -- | --------------- | --------------- | ---- | ----- | ------------------------------------------------- | --------- |
| Mercredi 14 septembre 1983 | 1/16e de finale - aller  |    | SK Rapid Vienne | Bundesliga (D1) | Ext. | 0 - 3 | -                                                 | 16.000    |
| Mercredi 28 septembre 1983 | 1/16e de finale - retour |    | SK Rapid Vienne | Bundesliga (D1) | Dom. | 3 - 1 | Baronchelli 14e, P. Rio 15e, O. Muller 60e (pen.) | 18.789    |

## Statistiques

### Statistiques collectives
| Compétition               | Débute au tour  | Termine         | Matches joués | Gagnés | Nuls | Perdus | Buts pour | Buts contre | Différence |
| ------------------------- | --------------- | --------------- | ------------- | ------ | ---- | ------ | --------- | ----------- | ---------- |
| Division 1                | -               | 6e              | 38            | 18     | 9    | 11     | 46        | 32          | +14        |
| Coupe de France           | 1/32e de finale | 1/2 finale      | 9             | 5      | 2    | 2      | 22        | 10          | +12        |
| Coupe des Clubs Champions | 1/16e de finale | 1/16e de finale | 2             | 1      | 0    | 1      | 3         | 4           | -1         |
| Total                     | -               | -               | 49            | 24     | 11   | 14     | 71        | 46          | +25        |

## Affluences
L'affluence à domicile du FC Nantes atteint un total :
- de 247 483 spectateurs en 19 rencontres de Division 1, soit une moyenne de 13 025/match.
- de 50 500 spectateurs en 4 rencontres de Coupe de France, soit une moyenne de 12 625/match.
- de 18 789 spectateurs en 1 rencontre de Coupe des Clubs Champions.
- de 316 772 spectateurs en 24 rencontres toutes compétitions confondues, soit une moyenne de 13 199/match.

Affluence du FC Nantes à domicile